# المكتب الوطني للإحصاء (تنزانيا)
المكتب الوطني للإحصاء هو فرع من فروع حكومة تنزانيا ‏، والذي لديه تفويض لتقديم إحصاءات رسمية إلى حكومة تنزانيا ومجتمع الأعمال والجمهور بشكل عام. يقع مقره في دودوما ويحصل على مجموعة واسعة من الإحصاءات الاقتصادية والاجتماعية والديموغرافية حول البلاد. قام المكتب بجمع بيانات عن كل قرية في تنزانيا خلال التعداد التنزانى لعام 2002 ‏ في اغسطس 2002.

## روابط خارجية
- موقع رسمي